# 이도가야역
이도가야역(일본어: 井土ヶ谷駅、いどがやえき)
(영어: Idogaya Station)은 일본 가나가와현 요코하마시 미나미구에 있는 게이힌 급행전철 본선의 철도역이다. 역 번호는 KK42이다.

## 역 구조
상대식 승강장 2면 2선의 지상역. 역사는 성토 위에 있고, 개찰구는 본선 아래에 위치한다. 역 구내에는 어린이집 "게이큐 키즈 랜드 이도가야 역"이 있다.
대합실 내에 통로가 2곳 있고, 그 중 구묘지 방향으로의 통로에는 승강장과 연결하는 에스컬레이터가 설치되어 있다.

### 타는 곳
| 1 | 게이큐 본선 | 가미오오카・우라가・미사키구치 방면                                                 |
| 2 | 게이큐 본선 | 요코하마・게이큐 가와사키・시나가와・센가쿠지・신바시・아사쿠사・인바니혼이다이방면 |

## 역사
- 1930년 4월 1일: 영업 개시.
- 1971년 2월: 아침 러시아워 시간대의 상행에만 급행 임시 정차 개시.
- 1978년 1월: 상행선 승강장의 유효 길이를 8량 편성분으로 연장.
- 1987년 12월: 하행선 승강장의 유효 길이를 8량 편성분으로 연장. 급행은 평일 아침 저녁 하행, 토요일 및 휴일 아침 상행과 저녁 하행 열차도 인근의 구묘지 역과 함께 정차하게 됨.
- 1999년 7월 31일: 운행 시간표 개정으로 인해 게이큐 가마타 ~ 신즈시간 급행 폐지로 급행의 임시 정차도 없어지게 됨.
- 2009년 9월: 시설 개량 공사 시작. 상하행선 승강장에 엘리베이터 설치나 다기능 화장실의 설치를 실시하고 2010년 4월에 완료.
- 2010년 5월 16일: 운행 시간표 개정으로 에어 포트 급행 정차역이 됨.
- 2015년 3월 18일: 역 멜로디 채용 개시.

## 인접역
| 게이힌 급행 전철 본선                        | 게이힌 급행 전철 본선 | 게이힌 급행 전철 본선        |
| -------------------------------------------- | --------------------- | ---------------------------- |
| KK39 히노데초 하네다 공항 제1·제2터미널 방면 | ■ 에어포트 급행       | KK43 구묘지 즈시·하야마 방면 |
| KK41 미나미오타 시나가와 방면                | ■ 보통                | KK43 구묘지 우라가 방면      |